# 一州町
一州町（いっしゅうちょう）は、愛知県名古屋市港区の地名。当地域の人口は0世帯・0人（2018年3月1日現在）。住居表示未実施。

## 地理
名古屋市港区中央部に位置する。西は稲永一丁目・稲永二丁目、南は名古屋港、北は十一屋一丁目に接する。

## 歴史
当地は文政年間に栗田兵部なる人物の手により稲富新田として開発された土地の一部であり、明治まで水田地帯であったが、大正中期には荒れ地と成り果てていたという。そこに知多郡の安藤孝三により水上飛行機による飛行場が設置された。昭和に入ると飛行場は競馬場に変わり、1939年（昭和14年）には名港火力発電所が建設され操業を開始した。1989年（平成元年）に開催された世界デザイン博覧会において、名古屋港会場の駐車場が設置された。

### 町名の由来
町域は成立当初名港火力発電所の用地であったため、その運営会社の当時の社長であった松永安左衛門の雅号である「一州」により命名されたとされる。松永は出身地の壱岐国（壱州）にちなんで「一州」と号した。

### 沿革
- 1940年（昭和15年）10月15日 - 港区稲永新田の一部により、同区一州町として成立[1]。
- 1959年（昭和34年）1月20日 - 埋立地を編入する[1]。

## 学区
市立小・中学校に通う場合、学校等は以下の通りとなる。また、公立高等学校に通う場合の学区は以下の通りとなる。
| 番・番地等 | 小学校               | 中学校               | 高等学校 |
| ---------- | -------------------- | -------------------- | -------- |
| 全域       | 名古屋市立稲永小学校 | 名古屋市立港南中学校 | 尾張学区 |

## 施設

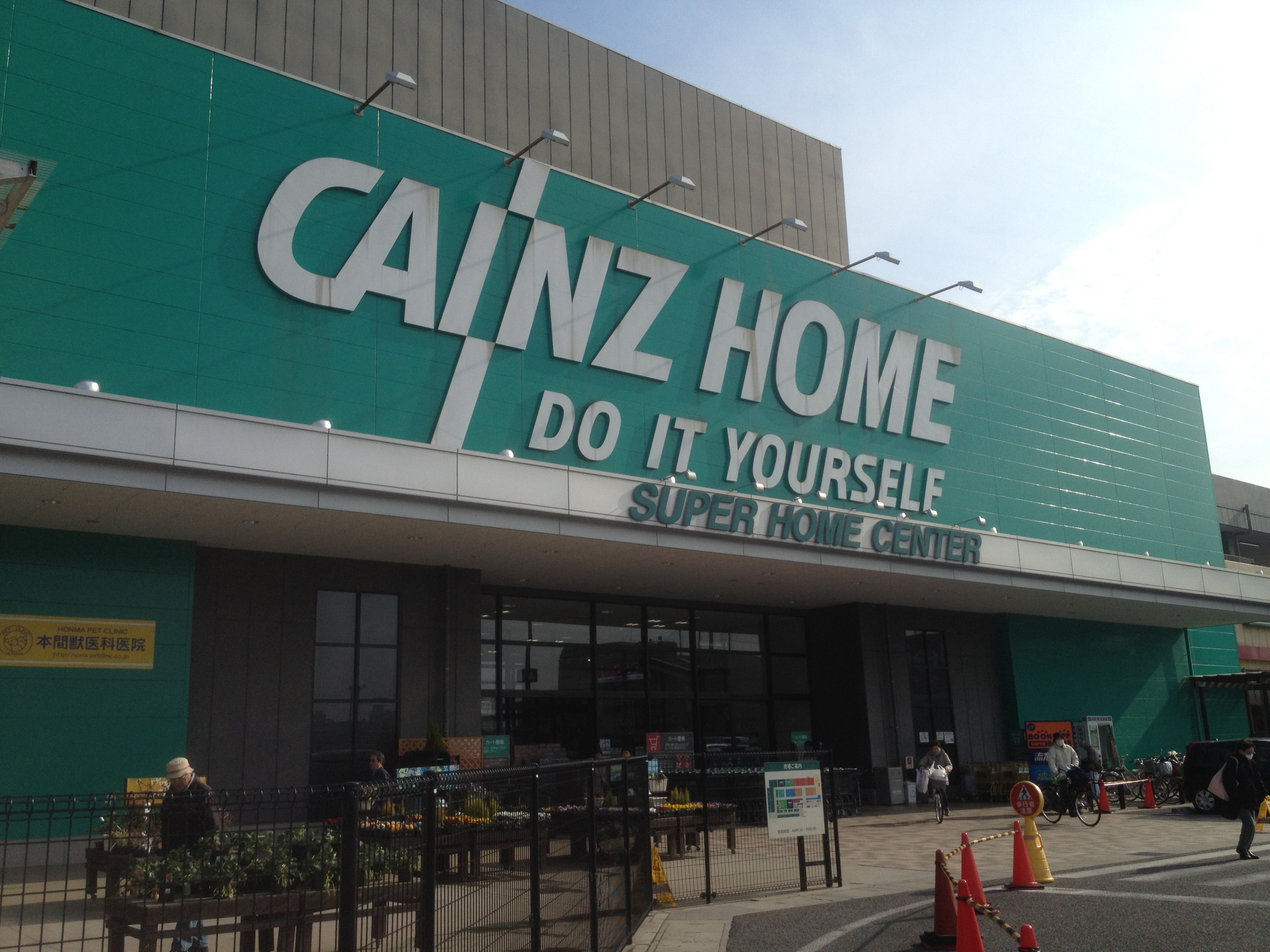
カインズモール名古屋みなと

- カインズモール名古屋みなと

## 交通
- 愛知県道227号港中川線（金城ふ頭線）

## その他

### 日本郵便
- 郵便番号 : 455-0841[WEB 3]（集配局：名古屋港郵便局[WEB 9]）。

### WEB
1. ↑  “愛知県名古屋市港区の町丁・字一覧”.   人口統計ラボ. 2017年4月8日閲覧。
2. 1 2  “町・丁目(大字)別、年齢(10歳階級)別公簿人口(全市・区別)”.   名古屋市 (2019年3月20日). 2019年3月21日閲覧。
3. 1 2  “郵便番号”.  日本郵便. 2019年3月17日閲覧。
4. ↑  “市外局番の一覧”.   総務省. 2019年1月6日閲覧。
5. ↑  名古屋市役所市民経済局地域振興部住民課町名表示係 (2015年10月21日). “港区の町名一覧”.   名古屋市. 2020年11月15日閲覧。
6. 1 2  “松永安左エ門・没後50年: 雅号「一州」、名古屋の地名に残る”. 電気新聞:  p. 5. (2021年10月26日) 2021年10月27日閲覧。
7. ↑  “市立小・中学校の通学区域一覧”.   名古屋市 (2018年11月10日). 2019年1月14日閲覧。
8. ↑  “平成29年度以降の愛知県公立高等学校（全日制課程）入学者選抜における通学区域並びに群及びグループ分け案について”.   愛知県教育委員会 (2015年2月16日). 2019年1月14日閲覧。
9. ↑  “郵便番号簿 2018年度版” (PDF).   日本郵便. 2019年4月14日閲覧。

### 書籍
1. 1 2 3  名古屋市計画局 1992, p. 838.
2. 1 2  「角川日本地名大辞典」編纂委員会 1989, p. 1529.
3. 1 2 3 4  名古屋市計画局 1992, p. 510.
4. ↑  名古屋市計画局 1992, p. 509-510.